# トマス・ハッチンソン
トマス・ハッチンソン（英: Thomas Hutchinson、1711年9月9日 - 1780年6月3日）は、イギリス植民地の実業家、歴史家であり、アメリカ合衆国が独立に向かう時代にマサチューセッツ湾直轄植民地で著名なロイヤリストの政治家だった。成功した商人かつ政治家であり、長年マサチューセッツの政府で大いに活躍し、1758年から1774年まで副総督と総督を務めた。政治的には評価が割れた人物であり、当初イギリスの政府が植民地に押し付けた税法には反対していたが、後にはジョン・アダムズやサミュエル・アダムズから憎むべきイギリスの税を推進する者として決めつけられるようになった。当時イギリスの首相だったフレデリック・ノースから、アメリカ独立戦争を引き起こすことになった緊張関係を起こした者として非難された。
ボストンにあったハッチンソンの邸宅は、1765年の印紙法に対する抗議の時に略奪を受け、マサチューセッツの初期歴史に関して集めていた文書が被害を受けた。1770年、ボストン虐殺事件の後で暴徒となった群衆の攻撃に身を曝すこととなり、その後ボストンからキャッスル・ウィリアムへ軍隊を移動させるよう命じた。植民地の権利を剥奪するよう求めたハッチンソンの文書が1773年に公刊され、植民地における反感を助長することになった。1774年5月にトマス・ゲイジに総督職を譲り、イングランドに追放されることとなり、イギリスではアメリカをどう扱うかについて政府に助言を行った。
ハッチンソンは植民地の歴史について深い関心があり、多くの歴史文書を集めていた。3巻よりなる『マサチューセッツ湾植民地の歴史』を書き、その最終巻は死後出版され、自身が総督を務めていた時代に関するものだった。歴史家のバーナード・ベイリンはハッチンソンについて、「（アメリカ独立戦争に進む抗議や論争の）結果を変えることができた人物がいるとすれば、それは彼である」と記していた。学者達はハッチンソンの経歴を使い、近代国家が出現する時代に時代遅れの帝国主義に固執することで、過小評価された多くのロイヤリストの悲劇的運命を代表させている。その保守的な価値体系と、イギリスとアメリカ双方に忠実であったことで麻痺され、敗者としてのロイヤリストを体現することになった。マサチューセッツに対する愛をイギリスに対する無批判の忠誠に捧げ、晩年は不運にもイギリスに追放された形で送ることになった。

## 初期の経歴
トマス・ハッチンソンは1711年9月9日に、ボストンのノースエンドで生まれた。父は同名のトマス・ハッチンソン、母はサラ（旧姓フォスター）であり、その12人の子供の4番目だった。ニューイングランド初期の開拓者の子孫であり（アン・ハッチンソンからはその息子のエドワード・ハッチンソンの血を引いていた）、両親ともに裕福な商人の家の出だった。その父は家業の商売に関わっていたが、政治、軍事、慈善的な集まりでも活動し、植民地の評議員も務めていた。トマス・ハッチンソンの姉妹の一人がインクリース・マザーと結婚した。ハッチンソンはイズラエル・パットナム将軍やウィンスロー家とも遠い親戚である。
ハッチンソンは12歳の時にハーバード・カレッジに入学し、1727年に卒業した。父が早くから事業の世界にハッチンソンを導いたので、かなりの事業に関わる識見を示していた。ハッチンソンの伝記作者に拠れば、その子供時代に父から「魚の5キンタル」という控えめな贈り物を、21歳になる時までに400ないし500ポンドに代えたとされている。1732年、当時マサチューセッツ植民地の一部だったメイン地区のアベナキ族インディアンと交渉するために、ジョナサン・ベルチャー知事とカスコ湾に旅したときに、幾らか政治の世界に入ることになった。この旅は、ハッチンソンが共同所有者だった船を使って行われた。1734年、ハッチンソンは、ロードアイランド植民地総督ペレグ・サンフォードの孫娘マーガレット・サンフォードと結婚した。サンフォード家とハッチンソン家は事業でも個人としても長い付き合いがあった。実際にマーガレットは遠い親戚にあたった。マーガレットはロードアイランド植民地総督ウィリアム・コディントンの子孫でもあった。この結婚はハッチンソンとアンドリュー・オリバーやピーター・オリバーとの政治的同盟も確保することになり、マーガレットの死後も続いた。マーガレット・サンフォードの姉妹であるメアリー（1713年-1773年）はアンドリュー・オリバーの2番目の妻だった。またトマス・ハッチンソンの娘はピーター・オリバーの息子と結婚した。オリバー兄弟はマサチューセッツ植民地総督のジョナサン・ベルチャーや、ニューハンプシャー植民地副総督ウィリアム・パートリッジ、ジョージ・ヴォーンとも親戚だった。ハッチンソン夫妻には12人の子供が生まれたが、成人したのは5人だけだった。マーガレットは1754年に産後の合併症のために死んだ。

## 議員と評議員
1737年、ボストン市の市政委員に選ばれ、同年後半にはマサチューセッツ植民地議会議員にも選ばれて、政治の世界に入った。ハッチンソンは植民地が信用証券（紙幣という形態で）を発行する慣習に反対した。そのインフレによる価値の低下が経済に混乱を来していた。その姿勢は植民地の人民党の間では不評であり、ハッチンソンは1739年の選挙で落選した。マサチューセッツとニューハンプシャーの境界線に関してイギリス国王ジョージ2世がニューハンプシャーにかなり有利な判断を下したとき、それに影響される地主の代理人として請願を行うためにイングランドに派遣された。ハッチンソンの任務はうまく行かなかったが、ハーバードに新しい礼拝堂、ホールデン礼拝堂を立てる資金（遺産贈与）を持ち帰ることができ、それで建てられた礼拝堂は現在も残っている。

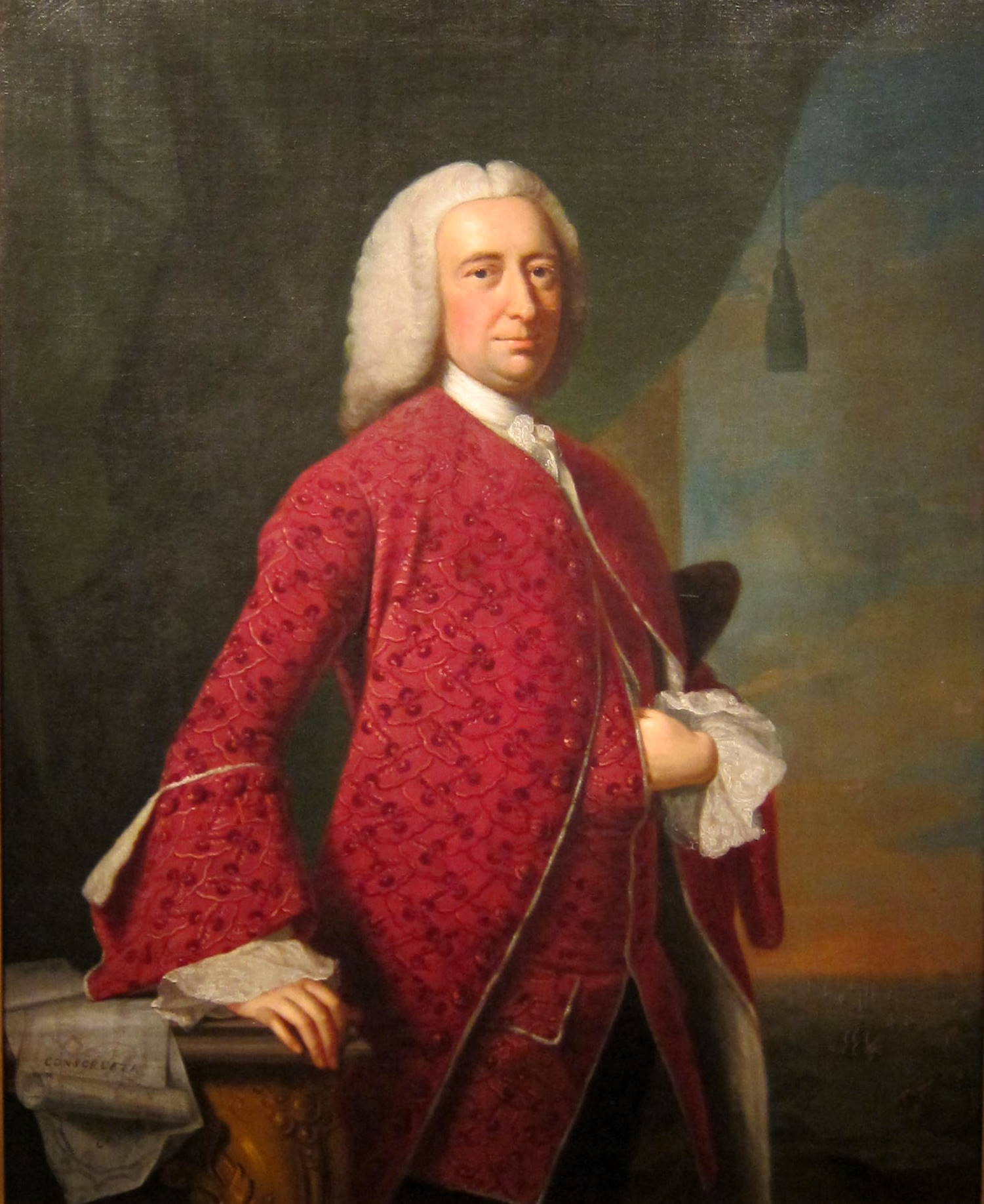
ウィリアム・シャーリー総督

1742年、ハッチンソンは再度植民地議会議員に選出され、それを1749年まで務め、1746年から1749年には議長を務めた。通貨の改革を訴え続けたことが人民派を大いに悩ませたので、暴徒の手からボストンとミルトンにあるハッチンソンの資産を守る必要性が検討された。イギリス政府が1745年にルイブール要塞を攻めた時に植民地の費用を出すよう説得されると、ハッチンソンはその大きな出費（金と銀で約18万ポンド）を使って植民地の紙幣を回収するアイディアを思いついた。1749年の議会でかなりの反対があったものの、このアイディアを実行する法案を通すことができた。総督評議会の合意も得られ、ウィリアム・シャーリー総督が署名した。紙幣と正金の交換によって財政的な影響を及ぼさないことが分かり、法案の反対者が驚きながらも喜んだ時に、ハッチンソンの人気が大きくなった。
この成功にも拘わらず、ハッチンソンは1749年の議員選挙で落選した。しかし、その後直ぐに総督評議員に指名された。1749年、当時はマサチューセッツに属していたメイン地区に住むインディアンとの条約を手配する委員会を主宰した。またコネチカット植民地やロードアイランド植民地との境界論争を決着させる委員会の委員も務めた。1752年、検認裁判所判事と一般訴訟裁判所判事に指名された。1754年にフレンチ・インディアン戦争が起きると、オルバニー会議の代議員に選ばれた。この会議でハッチンソンは議論を進める役回りとなり、ベンジャミン・フランクリンと共に植民地の統合のための案を作成した。イギリス領植民地が当時ばらばらに分かれていたことで危険になっていると、フランクリンと合意し、しばしば互いに争う植民地を首尾一貫した統一体にする決定的な動きを採らねばならないという意見で一致した。最も重要なのはハッチンソンが起草した報告書であり、「イギリスが大陸に持つ幾つかの植民地を統合することで、その評議会、財力、軍事力が共通の敵に対してうまく適応される」という共同体を設立することを奨励しなければならないと結論付けていた。
1754年、ハッチンソンの妻が極めて突然死んだ。その後は仕事に没頭することになった。その仕事は政治的な性質のものだけではなかった。ノバスコシアの故郷を追われたアカディア人避難民を支援した人道的行為もあった。ただしこれはローマ・カトリック教徒を支持するものであり、プロテスタントのマサチューセッツで支持を得られるものではなかった。戦争に関わる軍人の必要性も感じており、軍人のベテランのいる家庭で困窮しているものを助けることも多かった。

## マサチューセッツ湾直轄植民地副総督

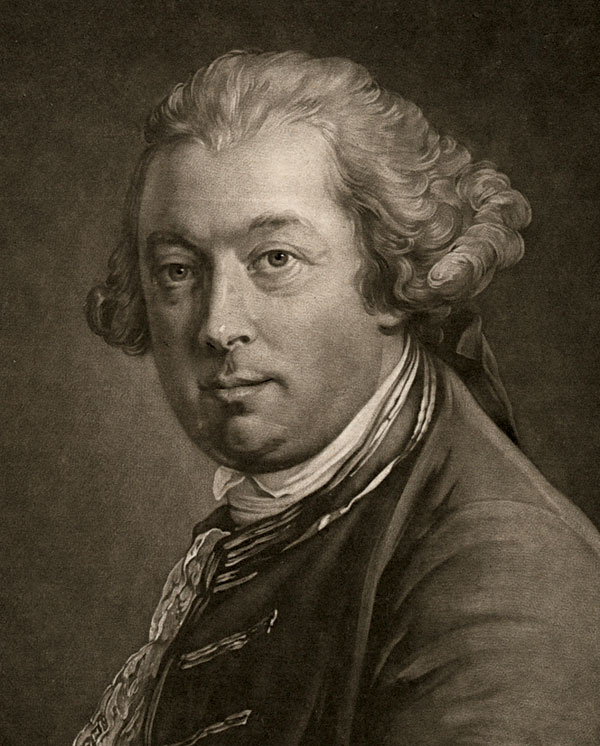
トマス・パウナル総督

シャーリー総督の政敵が1757年にリコールを図ったとき、ハッチンソンはシャーリーの後任として総督になる運動で、イギリス軍の指導者ルードウン卿の後押しを求めて成功した。この期間、ハッチンソンはその年齢と、副総督スペンサー・フィップスの無気力さもあって、植民地の指導的政治家だった。ハッチンソンが総督になる目論見は成功しなかったが、1758年に副総督の指名を受けて、トマス・パウナル総督の下で務めた。ハッチンソンとパウナルとの関係は気まずいものだった。パウナルはシャーリーを排斥した政治活動の中心におり、ハッチンソンはシャーリーの庇護下に権力と影響力を高めていた。パウナルは植民地の人民主義派との関係を養い、シャーリー支持者の影響力を取り去ろうとし、時にはハッチンソンに以前支持した人々に反対するよう求めたこともあった。ハッチンソンはそれらの動きが植民地の安定を害するものであり、「総督の気まぐれ」と捉えたので、そうすることを断った。パウナルはハッチンソンに対する不信が募り、1759年遅くにはマサチューセッツを去ってイングランドに戻ることを求めた。政敵であるシャーリーの支持者であることと、人民主義支持者の指導者が死んだことで、この判断になった可能性がある。パウナルは1760年6月3日にマサチューセッツを離れ、ハッチンソンを総督代行にしていった。パウナルが退任してから数か月後、フランシス・バーナードがその後任に就くために到着した。

### 援助令状
バーナードが初期に取った行動の1つはジェイムズ・オーティス・シニアの代わりにハッチンソンをマサチューセッツ最高司法裁判所の長官に指名したことだった。この異動はオーティスやその子ジェイムズ・ジュニアなど植民地の人民主義者を、ハッチンソンやバーナードに対抗する者にさせ、ハッチンソンの評判に長く影響することになった。ハッチンソンは法学の訓練を受けておらず、その地位を求めていなかった。当時法曹界での思慮あるもの、特にジョン・アダムズという駆け出しの弁護士も大いに怒ることになった。
1761年、ハッチンソンは援助令状を発行して抗議と批判の嵐を招くことになった。この令状は税関役人による無作為調査を基本的に認めるものだった。それ以前に幾つかの令状が発行されたが（皮肉にもハッチンソンは反対していた）、このときはイギリス国王ジョージ3世が即位したことで、必要になった既存令状を更新することを承認したものだった。アダムズやオーティスは、ハッチンソンの権力独占に対して（副総督かつ評議員という立場だった）、また最高裁判所長官という地位について法的資格を欠くことに対して、問題を取り上げた。

### 税と印紙法

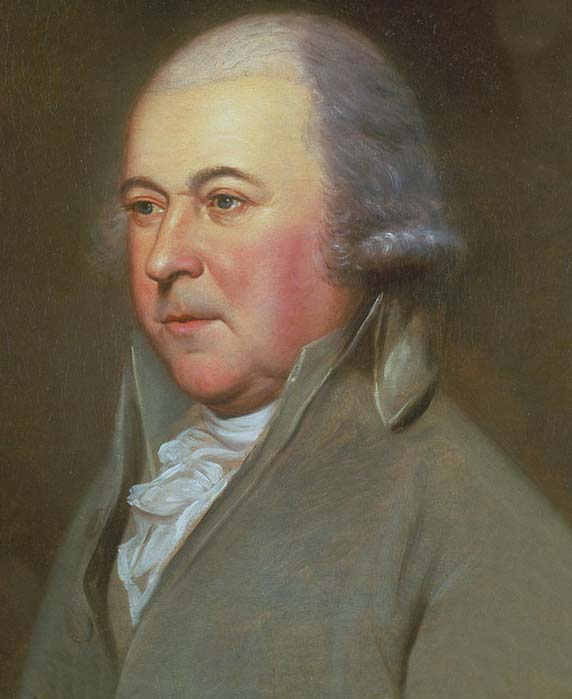
ジョン・アダムズ（チャールズ・ウィルソン・ピール画）、植民地の司法府で最高位にハッチンソンが昇ったことに反対した

1763年、イギリスの議会で砂糖法が議論されたとき、その法案に植民地が反対していることを表明するために、ハッチンソンをイングランドに派遣することが提案された。しかし、バーナード総督は現職副総督を派遣することに異議を唱え、砂糖法は法制化された。その後に植民地からの大きな抗議が起こり、ハッチンソンはオーティス親子（この頃に「代表なくして課税なし」というフレーズを使い始めていた）のような反対者の中でも指導者達と、この法がマサチューセッツの経済に害を与えることで合意していた。しかし、その後の議論の中でハッチンソンとそれ以外の者達の間に、イギリスの議会の優越性とそこに植民地から正式な代表を送る可能性について、見解の不一致を見るようになり、ハッチンソンとオーティス親子の間に大きくなった個人的な敵意によって悪化した。ジェイムズ・オーティス・ジュニアやオクセンブリッジ・サッチャーが率いた反議会党派が、細かい議論を全て制してハッチンソンとその派の独占権に対抗した。ハッチンソンは当初これら打ち続く政治的攻撃を無視していた。その敵対者は誤った方向に導かれているか判断を誤らされていると考えていた。伝記作者のアンドリュー・ウォームズリーは、この段階でのハッチンソンがイギリスの支配に対するまとまりある反対意見を築いていくときにこれら攻撃の影響力を過小評価しており、自分の評判に及ぼしていた影響を認めていなったと主張している。
1765年印紙法が成立するまでの議論の中で、ハッチンソンもバーナードもロンドンにそれを進めないよう静かに警告していた。特にハッチンソンは「アメリカ人に課税するのは良いはずがない。..あなた方が得られるよりも多くのものを失うことになる」と記していた。1764年10月、この問題に関してロンドンに送る請願書を起草するために植民地議会が招集されたとき、ハッチンソンは急進的な言辞を入れることに反対し、より穏健な反対声明を作ることになった。しかし、マサチューセッツが準備した請願書は他の植民地で作られたものと比較して弱いと見られ、ハッチンソンは密かに印紙法を推進しようとしていると非難された。「裏切り」であり、「国を売ろうとしている」とも非難された。この法が成立したという報せは、議会優越性に対する最も強い反対者であるサミュエル・アダムズに、植民地政界のなかでも大きな役割を持たせることになった。ハッチンソンは個人的にその法の撤廃を支持したが、法に対する反対を公にしたがらなかったことで、その敵対者に更なる火種を与えただけになった。

### 暴徒

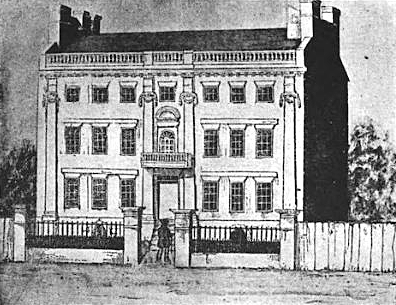
ハッチンソンの家屋、ボストンのノースエンド、ガーデンコート通りにあった

ハッチンソンの義兄弟、植民地書記官アンドリュー・オリバーは、植民地で印紙法を強制する責任のある「スタンプ・マスター」の職を与えられた。ハッチンソンは明らかにこの人事に発言権は無かったが、その反対者たちが直ぐに不誠実だと非難した。ハッチンソンがその立場を説明しようとすると、かえって反対に火を点け、以前の不人気な行動を思い出し、その中での動機を問題にした。1765年8月13日、暴徒がオリバーの家と事務所に押し寄せ、どちらも略奪した。次の夜、ハッチンソンのボストンの邸宅が包囲され、ハッチンソンのロンドンとの交信で印紙法を支持していることを正式に否定することを群衆が要求した。ハッチンソンはこれを拒否したが、穏健な指導者の仲介でその夜にそれ以上の行動は起きなかった。
それから12日後の8月26日、暴徒が再度ハッチンソン邸を囲み、この時は説得されようとしなかった。建築史家が「ニューイングランドで最初の植民地パラディオ式の発展例」と言ったその邸宅が破壊され体系的に略奪された。ハッチンソンとその家族は何とか逃亡出来た。この家の仕上げ（羽目板やその他装飾的木工品）は事実上破壊され、終夜続いた暴動の中で建物のキューポラ（円屋根）までが落とされた。家族の銀製品や家具などが盗まれるか破壊され（幾らかの物はもどされた）、歴史的に重要な原稿の収集品がばら撒かれた。ハッチンソンは当時そのマサチューセッツ湾植民地の歴史3巻本の最後の巻を仕上げているところだった。その著書の多くのページがその夜に失われ、再生する必要があった。ハッチンソンの詳細な目録（伝記作者のジェイムズ・ケンドール・ホスマーが再生した）は、2,200ポンド以上の損害を受けたと見られ、最終的に植民地から3,100ポンド以上が支払われた。ハッチンソンとその家族は一時的にキャッスル・ウィリアムを避難所とし、その後ミルトンにあった自宅を主要な住まいとした。

## マサチューセッツ湾直轄植民地総督

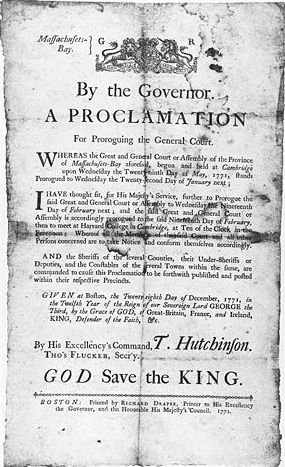
1771年にハッチンソンが発行した宣言書

印紙法に関する議論があったので、1766年には急進派が植民地議会も総督評議会も支配するようになり、ハッチンソンは総督評議員を罷免された。1767年にタウンゼンド諸法が成立した後の騒動が増す中で、バーナード総督はイギリスの役人を守るためにイギリス軍を要請し受け入れた。植民地の状態を叙述したバーナードの手紙が急進反対派によって奪われ、出版されて、そのリコールに結び付いた。バーナードは1769年8月1日にイングランドに向けて出発し、ハッチンソンが総督代行となった。ハッチンソンは不人気なバーナード政権と距離を置くようにしていたが成功せず、議会や地元新聞からの攻撃が続いた。それにも拘わらず、総督として正式に指名されることを求めて働きかけを続けた。別の総督の下で副総督として仕えることを断固拒否し、他の地位を与えられるか、副総督を辞任する道を好んだ。
1770年3月5日、タウンゼンド諸税に対する抗議がボストン虐殺事件を生んだ時、ハッチンソンは依然として総督代行のままだった。この事件ではイギリス兵が群衆に発砲し、5人を殺していた。ハッチンソンは事件の後で現場に行き、公平な裁判が行われることを約束した。翌日、事件に関わったイギリス兵全員を逮捕させたが、市内で続いていた不安のために、イギリス兵は市内を出てキャッスル・ウィリアムに撤退することを要請せざるをえなかった。ハッチンソンは民衆の怒りが収まるのを待ち、アダムズには勝機のある裁判に備えさせるために、裁判を6か月間延期させることができた。兵士達が裁判に掛けられ、2人は殺人罪で有罪となったが、その量刑は減刑となった。この事件は、植民地で事態を処する能力に関してハッチンソンの自信に衝撃を与え、辞表を書いた。
この間、バーナード総督はロンドンでハッチンソンの肩を持っていた。1771年3月、国王が承認し、ハッチンソンを総督に任命する書類がボストンに到着したが、それはハッチンソンの辞表と行き違いになっていた（植民地担当大臣のヒルズボロ伯爵ウィルズ・ヒルはその辞表受け取りを拒否した）。その任命書と共に送られてきた指示書はかなり厳格な内容であり、ハッチンソンが政治的に操作できる余地がほとんど無かった。サミュエル・アダムズを特に苛立たせた指示は、総督評議会の開催を制限することと、総督の承認を得た個人に植民地代理人を指名する時の制限だった。
ハッチンソンが受けた指示の1つは、植民地議会をボストンからケンブリッジに移すことだった。ケンブリッジならば急進的なボストンの政治の影響をあまり受けない可能性があった。この中庸な要求は行政命令で実行され、それが議会における総督裁量に関する苦情の山となり、ハッチンソンと議会の間で議論、反論、再反論の応酬となって、議事録が数千ページとなり、1772年まで続いた。この件の性格が急進派を助長し、その主導者はハッチンソンの行動を、行政特権を拡大しようとする大胆かつ不正の試みだと主張した。1772年、ハッチンソンが、それまで議会が割り当てることになっていた自分の給与がイギリスから払われることになると宣言した時に、急進派の怒りが燃え上がった。このことは植民地に正当に属する権限の簒奪だと見られた。議会との文書による議論は、統治政策に関してイギリス議会の役割にまで及び、議会とハッチンソンの間の亀裂をさらに深めることになった。植民地やイングランドのあちこちで反旗が上がり、傍観者から見ると、ハッチンソンの論点が植民地の中道者も政治的な強硬派に加担させることになっていたとしていた。

### 文書事件とボストン茶会事件

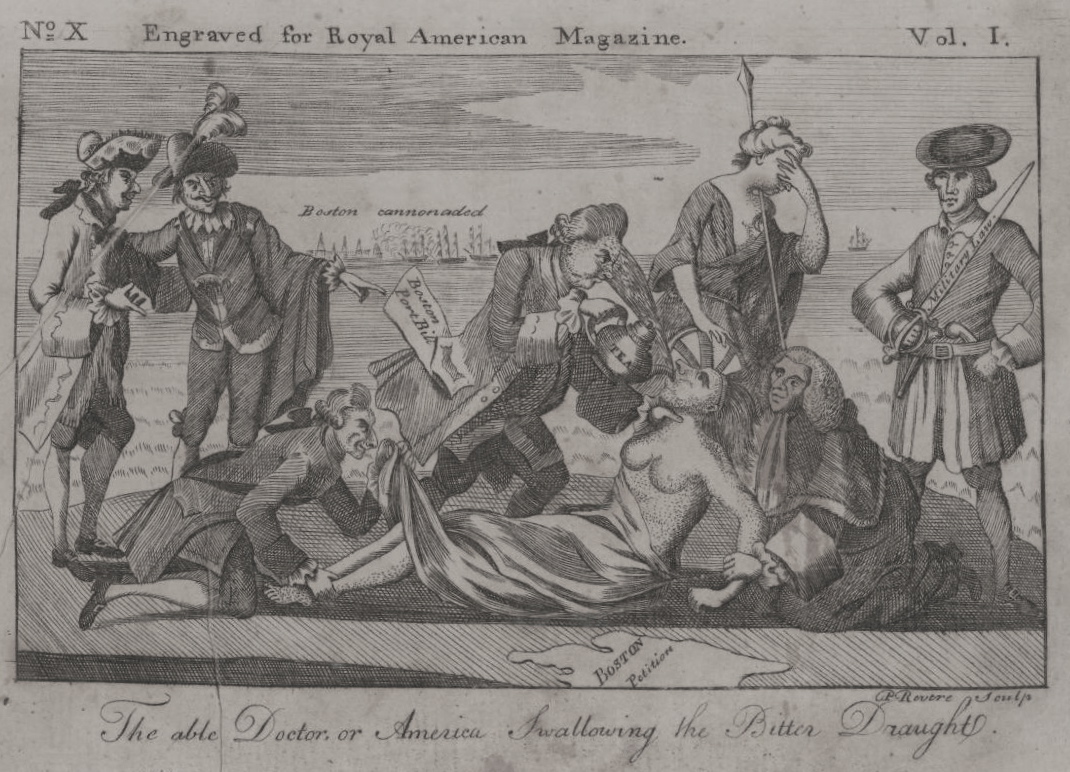
ボストン茶会事件に対するイギリスの反応を描いたポール・リビアによる版画

1772年、ハッチンソンの議会に対する演説で、植民地がイギリス議会に対して全的に従属するか、実質的に独立するか、と論じたときに、マサチューセッツの議論は最高潮に達した。議会の反応として、ジョン・アダムズ、サミュエル・アダムズ、ジョセフ・ハウリーが書いた自治を認める植民地憲章が出てきた。イングランドでは植民地担当大臣ダートマス卿が、植民地代理人のベンジャミン・フランクリンに、マサチューセッツ議会はその反応を取り消すよう指示していた。フランクリンは1760年代後半にハッチンソンなど植民地の役人達が書いた一束の手紙を入手し、それらから、ハッチンソンとオリバーは植民地の状態を誤って理解しており、イギリス議会を誤解させていたと結論付けた。これら文書を広く知ることが植民地の怒りをイギリス議会から遠ざけ、またこれらの過てる文書を書いた人々からも遠ざけると考えたフランクリンは、1772年12月にマサチューセッツ植民地議会議長のトマス・クッシングにそれらの文書を送った。フランクリンは「それら文書を公刊する自由を」与えられていなかったので、出版されたり回覧されたりしないようクッシングに伝えた。これら文書は当時議会の書記官を務めていたサミュエル・アダムズの手に入り、アダムズは1773年6月にそれらの出版を画策した。フランクリンはの考えはその一部が正当化されるということであり、文書の出版はハッチンソンに対する批判の奔流を解放することとなったが、イギリス議会の製作に対する反対を和らげることにはならなかった。その代わりに反対派はその文書を自分たちの権利に対する陰謀を確認できるものだと見なした。これら文書はアメリカ植民地全体で再版され、遥か離れたフィラデルフィアで起きた暴動のときには、ハッチンソンの人形が燃やされることもあった。
ハッチンソンの文書は1767年方1769年に、イギリス政府から引退していたトマス・ホエートリーに宛てて書かれたものであり、植民地人が本国でならば持てる権利を全てもつことは不可能であり、基本的に「イギリス人の自由と呼ぶものの剥奪」を求めている内容だった。植民地政府を「どのように」改革すべきかという具体的提案はなく、出版されなかった手紙では、「それが除去するか大変不確かなものとなるような大きな悪を生む以外、何物でもないと考えられる」と記していた。対照的にアンドリュー・オリバーが書いた手紙は、総督評議会の評議員が議会によって選ばれ、総督の同意を得ていたものを、王室によって指名されるものに変更することを具体的に提案していた。
ハッチンソンが手紙で書いていたことの多くは特に新しいことではなかったが、サミュエル・アダムズはハッチンソンやオリバーが書いた内容やその暗示するものを、植民地人の権利を奪うためにロンドンの役人と陰謀を図っていると印象付けるようにうまく操作した。ハッチンソンは植民地検事総長ジョナサン・シューワルが出版したもので弁護された。シューワルは、ハッチンソンが事態の変更を実際に表明しているのではなく、現在の状態の今後の可能性を考察しているだけだと述べていた。
マサチューセッツ植民地議会は貿易委員会に宛てて、ハッチンソンの解任を要求する請願書を起草した。ハッチンソンは、出版された文書の影響と、議会の請願書がロンドンで起こす影響を心配し、自分を弁護するためにロンドンに行く許可を求めた。ハッチンソンがロンドンに戻ることを許可した手紙がボストンに届いたのは1773年11月になってからであり、その年に出発するには遅すぎた。ハッチンソンの要請と議会の請願書がイギリスに届いたのは1774年初期に入ってからだった。

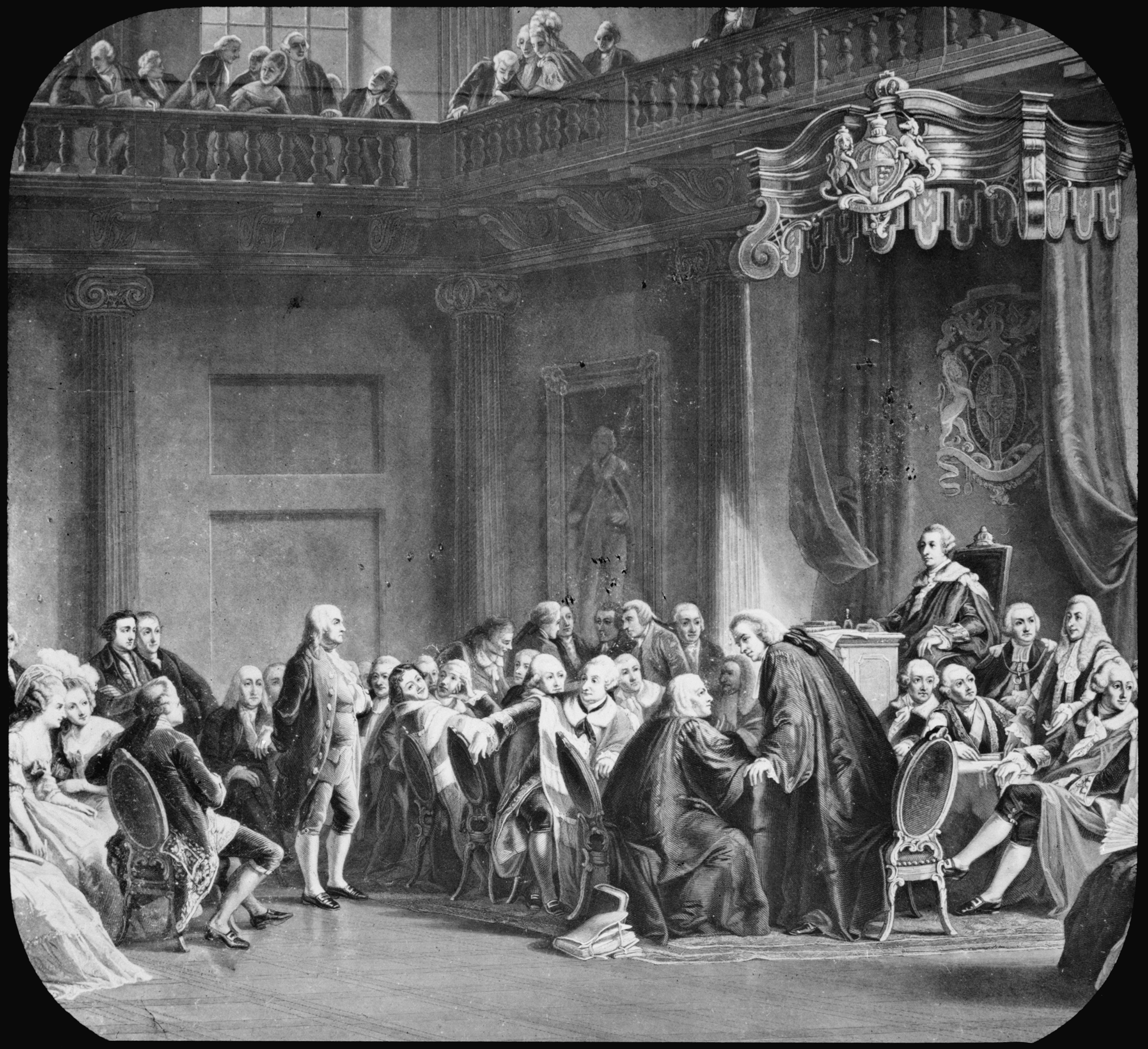
枢密院 の聴聞に応えるベンジャミン・フランクリン、1774年

一方、イギリス議会はタウンゼンド諸法の多くを撤回し（茶に関するものを残した）、さらに茶法を成立させ、イギリス東インド会社が直接茶を植民地に運び、その商流から植民地の商人を排除し、密貿易を行うオランダの茶の価格を下落させることを図るものだった。このことで、北アメリカにある植民地全ての商人が、東インド会社の茶の物流に対する反対運動を組織化することになった。マサチューセッツでは、1773年11月に茶を積んだ船が到着したことで危機状態になった。その船の到着後20日以内に課税積荷にたいする関税を払う必要があったからだった。ハッチンソンとその息子達は東インド会社が茶を配達した実業家の中に入っていたが、ハッチンソンは荷受人を選ぶ時に公式の役割を果たすことを拒否した。他の荷物は船から卸されたが、茶を卸さないよう武装した抗議者が桟橋をパトロールしていた。ハッチンソンは強硬路線を選び、市全体の抗議者が茶をイングランドに送り返すよう求めていたにも拘わらず、船が港を出て行くことを拒否し、関税を払い、茶を陸揚げすることを求めた。12月16日に20日間の期限が切れ、その夜に抗議者（インディアンに紛争した者もいた）が船に乗り移り、茶を海に投げ捨てた。
ハッチンソンは歳入法を維持するのが総督の任務であると主張することで、この危機を生んだ強硬路線を正当化したが、ジェイムズ・ボーディンのようなアメリカの反対者は、住民感情故に茶の陸揚げが不可能ということが明らかになったときに、茶の受け入れを容易に拒否できたはずだと主張していた。イギリスの批評家はボストンのイギリス軍に仲裁を求めるべきだったと言っていた。北アメリカに向かっていた他の茶運搬船が引き返したことが明らかになると、ハッチンソンはイングランドに送る手紙で自分の行動の正当化を続け、それが届けば事態に関する聴聞があることを期待していた。
植民地議会のハッチンソンのリコール請願を検討するために貿易委員会が招集されると、茶会事件のことも検討した。植民地代理人としてのフランクリンは批判の集中砲火を聞かされることになり、植民地の郵政長官の職を解任された。議会の請願書は「根拠なし」と「濫訴」と判断されて否決されたが、ハッチンソンの辞任要請は認められた。1774年5月、トマス・ゲイジ将軍がボストンに到着して総督を引き継ぎ、茶会事件に対する懲罰としてイギリス議会が成立させた「強圧的諸法」を執行した。ハッチンソンはマサチューセッツを一時的に離れるものと信じ込んだまま、1774年6月1日にイングランドに向けて旅立った。

## 追放
ハッチンソンはロンドンに到着したときに、国王への拝謁を認められた。国王は北アメリカの事情について質問し、ロッキンガム公、ダートマス卿、さらに時の首相のノース卿に歓待された。ノース卿との会見では、マサチューセッツ統治法の言葉遣いに当惑を表明し、ボストン港法の撤回について根拠を確立するよう求めた。ゲイジ総督がボストン港法を成立させたことは植民地経済を躓かせる効果があった。マサチューセッツ統治法の一部、王室による総督評議会員の指名について、この問題に関する広聴なしに反対してきたものだったが、その見解に同調的な植民地当局の役人ですら、1774年までにイギリスが代案を支持する政治的制度からは遥か遠くに来てしまっていると考えていた。1775年4月にアメリカ独立戦争が始まったとき、ミルトンにあったハッチンソンの邸宅は軍隊の宿舎として使うために押収され、その通信文の多くの写しを入れていたトランクが反乱軍の手に落ちた。
戦争が進行すると、ハッチンソンはイギリス議会のホイッグ党から批判され、ハッチンソンは出版されない原稿でそれに答えた。国王からは好意的に待遇され続けたが、追放によってその資産の多くが失われたために、準男爵位の授与は断るしかなかった。さらに戦争が佳境に差し掛かると権威筋から見限られるようになった。1776年7月4日、オックスフォード大学から法学の名誉博士号を贈られた。マサチューセッツにいる敵はハッチンソンの評判に対する攻撃を続け、追放されているので彼らが行う告発に対して反論することが事実上できなかった。ハッチンソンの資産は、追放されたロイヤリストの資産と同様に、植民地政府に押収され売却された。ミルトンの家はジェイムズ・ウォーレンとマーシー・オーティスの夫妻に買収されることになった（マーシーはハッチンソンの仇敵ジェイムズ・オーティス・ジュニアの姉妹だった）。
ハッチンソンはその強制追放について苦痛と幻滅を感じ、また1777年には娘のペギーを失ったことを悲しみながら、植民地の歴史に就いて執筆を続けた。それは長年の研究の成果だった。2巻までは生きているうちに出版された。第1巻は1764年に出版され、2巻目は1767年に出た。第3巻は死後出版されることになった。これには副総督と総督としての任期も含まれていた。これと同じ時期にハッチンソン家の歴史も完成させており、他では見られない政治的な事情についても詳細を入れていた。1780年6月3日、68歳のときに、ロンドンに属するブロンプトンで、卒中を患い死んだ。クロイドンに埋葬された。

## 遺産と評価
ハッチンソンはイギリスの支配に対して反対する動きの最重要点で中心に居たために、アメリカにおける評判は概して全く悪いものだった。マサチューセッツ生まれの者達や自由を求めた側からは裏切り者と見られることが多かった。ジョン・アダムズの評価は特に厳しく、「強欲だ」と言い、その目的を達するために高飛車に操作した「おべっか使い」だと表現していた。イギリスの政治家からも批判された。トマス・パウナルはハッチンソンの追放後も意見の一致が見られないままであり、フランシス・バーナードは、ハッチンソンのために働いたにも拘わらず、ハッチンソンの行動の幾つかを認めず、ノース卿は、ハッチンソンの手紙を出版させたことが戦争の勃発に繋がったと考えていた。
しかし、20世紀の伝記作者たちはその評判の回復に努めており、ハッチンソンがこれまで如何にまた何故悪者扱いされたかを説明しようとした。近年の歴史家達はハッチンソンを、ロンドンの支配者とマサチューセッツの人民の間で引き裂かれた悲劇的人物として扱うのが通常になって来た。例えばバーバラ・タッチマンは、ハッチンソンを「不運」で「悲劇的な人物」として描いている。イギリスの学者デイビッド・ケネス・フィールドハウスは、ハッチンソンが2つのイデオロギー、すなわち彼自身の古風で静的なものと、同時代のものの動的なものとの衝突の犠牲者であるので、その悲劇が生まれたと言っている。アメリカの著名な歴史家カール・L・ベッカーは、「ニューイングランドが国王の善意を生かすことで田舎気質から解放されることを示すほど、ハッチンソンを喜ばせたものは無かっただろう。そのアメリカ全体と特にボストンに関する苛立ちは、高い場所で信頼を得られなかった愛されてはいるがわがままな子供のいる誇り高き所有欲の強い父の苛立ちである」と記した。ベイリンは長い間に自分の解釈を変えてきた。1970年代はハッチンソンを混乱した実用主義者だと見ていた。2004年までに、啓蒙思想がアダム・スミスやトマス・ペインのような思想家のお蔭で形を取った時代に、古い考え方で封鎖された近代以前の思索家としてハッチンソンを描いた。

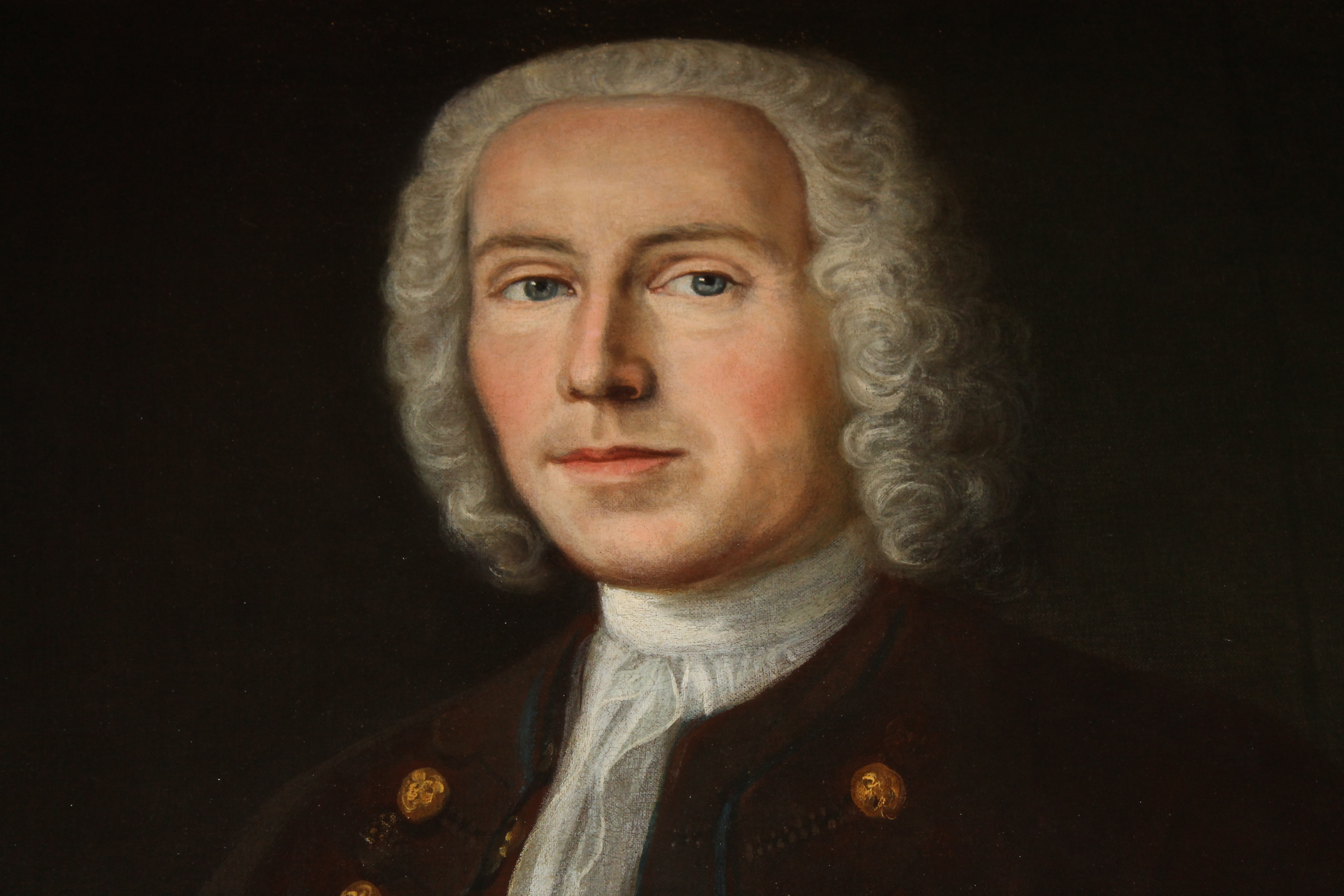
ハッチンソンの肖像画、1750年

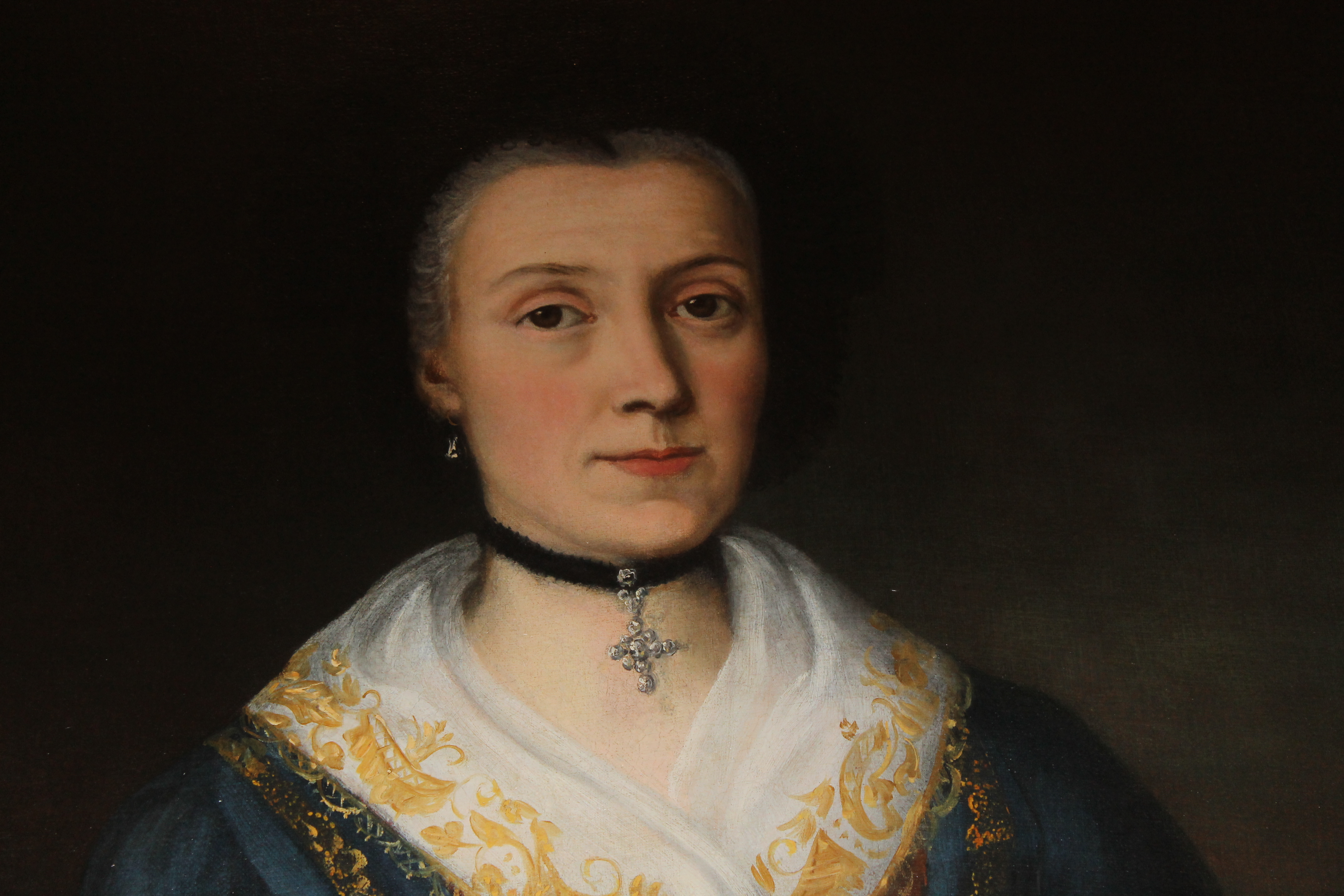
ハッチンソンの妻マーガレット・サンフォード、1750年

ミルトンにあったハッチンソンの田舎家の名残が保存されている。その主たるものはハッチンソン総督のフィールドと呼ばれる土地であり、「保存の信託者」が所有しており、アメリカ合衆国国家歴史登録財に指定されている。一般公開されている。近くにある資産は1771年にハッチンソンのために建設された隠れ垣である。この隠れ垣は国家歴史登録財に指定され、双方を合わせてミルトンヒル歴史地区の一部になっている。ハッチンソン家にちなむ目印があったボストン市は、ハッチンソンが去ったときにそれを改名してしまった。

## 著作
- Hutchinson, Thomas (1764). The History of the Colony of Massachusett's Bay: From the First Settlement Thereof in 1628, until its Incorporation with the Colony of Plimouth Province, Province of Main etc., by the Charter of King William and Queen Mary in 1691. Boston: Thomas and John Fleet First volume of Hutchinson's History
- Hutchinson, Thomas (1767). The History of the Province of Massachusetts-Bay: From the Charter of King William and Queen Mary in 1691, Until the Year 1750. Boston: Thomas and John Fleet Second volume of Hutchinson's History
- Hutchinson, Thomas; Hutchinson, John (ed) (1828). The History of the Province of Massachusetts Bay: From 1749 to 1774, Comprising a Detailed Narrative of the Origin and Early Stages of the American Revolution. London: John Murray Third volume of Hutchinson's History, published posthumously
- Hutchinson, Thomas (1776). Strictures Upon the Declaration. London: self-published Commentary on the United States Declaration of Independence

## 関連図書
- Freiberg, Malcolm (1990) [1950]. Prelude to Purgatory: Thomas Hutchinson in Provincial Massachusetts Politics. New York: Garland. ISBN 9780824061807. OCLC 21035683
- Pencak, William (1982). America's Burke: The Mind of Thomas Hutchinson. Washington, DC: University Press of America. ISBN 9780819126269. OCLC 252373374